# Helixanthera cleghornii
Helixanthera cleghornii är en tvåhjärtbladig växtart som först beskrevs av Beddome, och fick sitt nu gällande namn av Danser. Helixanthera cleghornii ingår i släktet Helixanthera och familjen Loranthaceae. Inga underarter finns listade i Catalogue of Life.